# 太田博
太田 博（おおた ひろし、1936年（昭和11年）10月7日 - ）は、日本の外交官、外交評論家｡認定NPO法人岡崎研究所 前理事長。
サウジアラビア駐箚特命全権大使、タイ王国駐箚特命全権大使を歴任した。

## 経歴・人物
兵庫県出身。1959年（昭和34年）東京大学教養学部教養学科を卒業する。同年外務公務員採用上級試験に合格、翌1960年（昭和35年）外務省に入省する。
- 1976年（昭和51年） 外務省国際連合局科学課長
- 1978年（昭和53年） 外務省大臣官房調査部企画課長
- 1980年（昭和55年） 在アメリカ合衆国日本国大使館参事官
- 1983年（昭和58年） 外務省大臣官房外務参事官兼経済局
- 1984年（昭和59年） 兼経済協力局（免経済局）
- 1987年（昭和62年） 在大韓民国日本国大使館公使
- 1988年（昭和63年） 駐韓国特命全権公使
- 1989年（平成元年） 外務事務官・大臣官房審議官（科学技術担当）
- 1992年（平成4年） サウジアラビア駐箚特命全権大使
- 1994年（平成6年） 国際交流基金専務理事
- 1996年（平成8年）8月 タイ駐箚特命全権大使
- 1999年（平成8年）10月 退官
- 2000年（平成9年） 日本国際フォーラム専務理事[2][3]
- 2014年（平成26年）11月10日 岡崎久彦の逝去後、遺志を継ぎ、岡崎研究所の理事会にて理事長に選任[4]
- 2017年（平成29年）6月26日 後進に道を譲るため、岡崎研究所の理事会にて理事長を辞任[4]

## 同期
- 林貞行（駐英大使、外務事務次官、外務審議官）
- 福田博（最高裁判所裁判官、外務審議官）
- 谷野作太郎（駐中国大使、駐印大使、内閣外政審議室長）
- 数原孝憲（青年海外協力隊事務局長、駐アイルランド大使、駐ナイジェリア大使）
- 小野寺龍二（駐墺大使）
- 伊藤憲一（日本国際フォーラム理事長、青山学院大学教授）
- 小西芳三（駐ペルー大使）
- 片倉邦雄（大東文化大学教授、駐エジプト大使、駐イラク大使、駐アラブ首長国連邦大使）
- 古川栄一（日本国際戦略センター設立）

## 関連人物
- 岡崎久彦（岡崎研究所初代所長　太田の外務省時代の上司）
- 茂田宏（岡崎研究所3代目所長）